# ISO 3166-2:CA
Die Liste der ISO-3166-2-Codes für  Kanada enthält die Codes für die Provinzen und Territorien.

Die Codes bestehen aus zwei Teilen, die durch einen Bindestrich voneinander getrennt sind. Der erste Teil gibt den Landescode gemäß ISO 3166-1 (für  Kanada CA), der zweite den Code für Provinz oder das Territorium wieder.
Die aktuellen Codes stehen auf der Seite der ISO unter #iso:code:3166:CA zur Verfügung.

Die Landescodes bestehen aus je zwei Buchstaben, die sich alle an die Post-Geocodes der kanadischen Post anlehnen. Sie wurden insgesamt drei Mal überarbeitet, 2000 und zweimal 2002. Im ersten ISO-Newsletter (erschien am 21. Mai 2000) wurde Nunavut als drittes Territorium mit dem Geocode NU hinzugefügt. Ein Jahr später wurde Neufundland um Labrador erweitert, sodass der Name geändert werden musste (Änderung im zweiten Newsletter bekanntgegeben, obwohl der Code gleich blieb). Das holte die ISO erst 2002 im vierten Newsletter (ISO 3166-2:2002-12-10) vom 12. Dezember 2002 nach und änderte den Code von NF in NL.

## Kodierliste

Provinzen und Territorien Kanadas

### Provinzen
| Provinz                  | Code  |
| ------------------------ | ----- |
| Alberta                  | CA-AB |
| British Columbia         | CA-BC |
| Manitoba                 | CA-MB |
| New Brunswick            | CA-NB |
| Neufundland und Labrador | CA-NL |
| Nova Scotia              | CA-NS |
| Ontario                  | CA-ON |
| Prince Edward Island     | CA-PE |
| Québec                   | CA-QC |
| Saskatchewan             | CA-SK |

### Territorien
| Territorium          | Code  |
| -------------------- | ----- |
| Nordwest-Territorien | CA-NT |
| Nunavut              | CA-NU |
| Yukon                | CA-YT |